# Kolo Touré
Kolo Habib Touré (Bouaké, 19 marzo 1981) è un allenatore di calcio ed ex calciatore ivoriano, di ruolo difensore, tecnico in seconda del Manchester City.

## Biografia
Fratello di Yaya Touré, con il quale ha giocato ai tempi del Manchester City, e di Ibrahim Touré, morto a 28 anni.

## Caratteristiche tecniche
Giocava prevalentemente come centrale difensivo, ma ha ricoperto anche altri ruoli nella difesa.

## Carriera

### Club

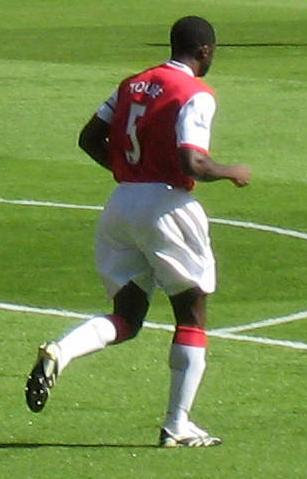
Kolo Touré con la fascia di capitano dell'Arsenal nel 2007.

Dal 2001 al 2009 Touré ha giocato nell'Arsenal, dopo aver militato per 2 anni, dal 1999 al 2001, nell'ASEC Mimosas, squadra di Abidjan. Autore dell'ultimo gol dell'Arsenal, nelle coppe, nello stadio di Highbury il 19 aprile 2006, con l'Arsenal è stato protagonista anche nella stagione 2003-2004, quando i Gunners vinsero la Premier League senza perdere nemmeno una partita. È l’unico calciatore, in campionati europei, ad aver completato due stagioni da imbattuto: si ripeterà, infatti, 13 anni dopo col Celtic in Scozia.

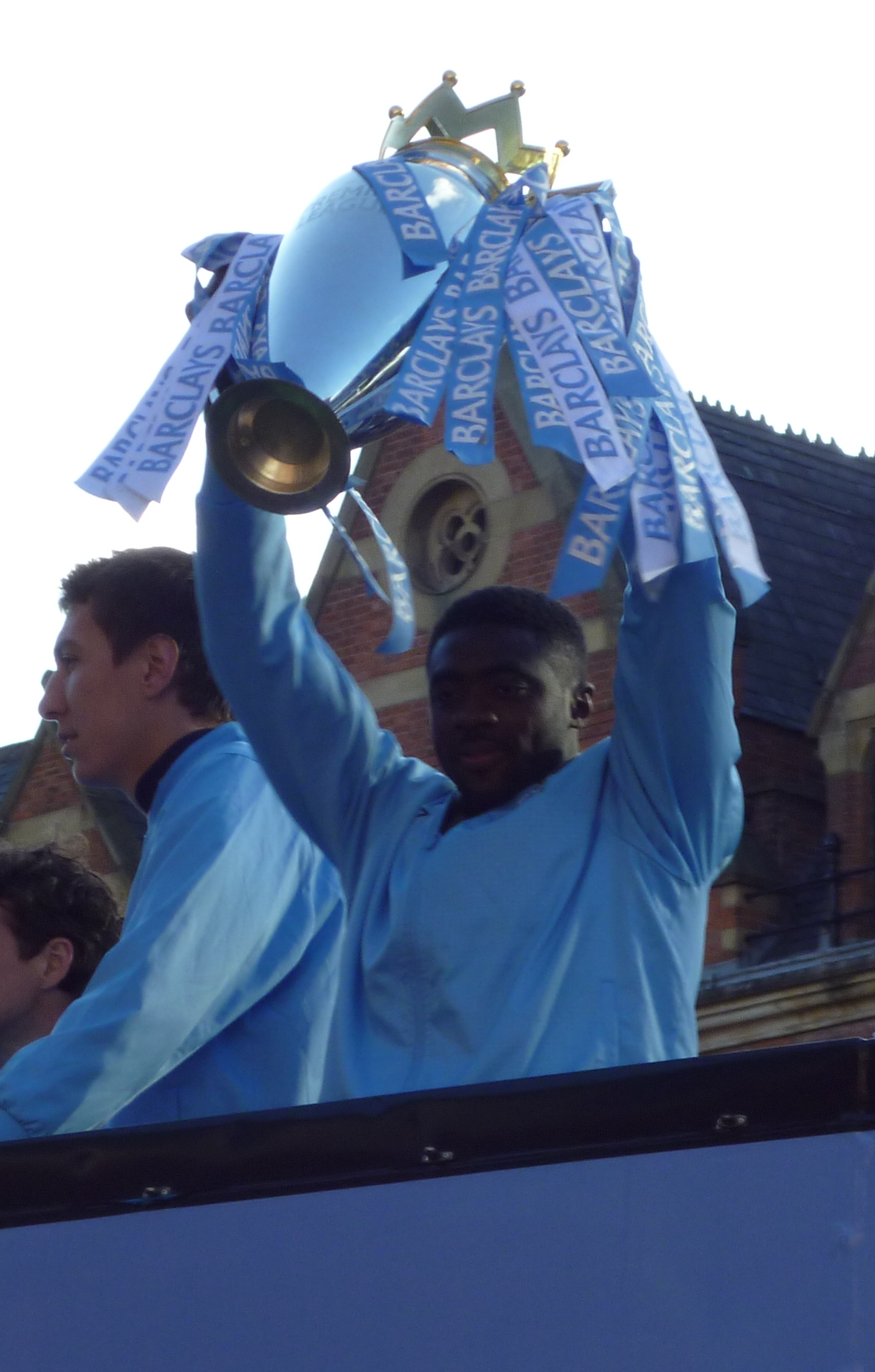
Kolo Touré al City mentre alza il trofeo della Premier nel 2012.

Il 29 luglio 2009 ha firmato un contratto di quattro anni con il Manchester City, squadra di cui è subito diventato capitano. Il 3 marzo 2011 il Manchester City, mediante comunicato sul proprio sito ufficiale, comunica che il giocatore è risultato positivo in seguito ad un controllo anti-doping. Di conseguenza il giocatore è stato sospeso da ogni attività per 6 mesi.
Il 28 maggio 2013 viene ingaggiato dal Liverpool con il quale firma un contratto biennale, diventando così il primo ivoriano della storia dei reds. Il 26 maggio 2015 rinnova annualmente il contratto con la squadra inglese. Il 14 febbraio 2016 segna il suo primo gol con la maglia del Liverpool nella partita vinta 6-0 in casa dell'Aston Villa. Il 5 maggio nella gara giocata e vinta 3-0 contro il Villarreal in Europa League raggiunge le 500 presenze in carriera in tutte le competizioni, oltre che la finale del torneo europeo.
Nell'estate del 2016 passa al Celtic a parametro zero.
Conclude la stagione con 9 presenze in campionato e a fine stagione si ritira dal calcio giocato.

### Nazionale
Touré ha giocato per la nazionale ivoriana dal 2000 e da allora è stato spesso schierato come difensore titolare. In totale ha collezionato 120 presenze e 7 reti, di cui una in un'amichevole contro l'Italia, che ha permesso agli ivoriani di vincere per 1-0.
L'8 febbraio 2015 vince la Coppa d'Africa 2015 ai calci di rigore contro il Ghana. Al termine della competizione si ritira dalla nazionale.

## Statistiche

### Presenze e reti nei club
Statistiche aggiornate al 21 maggio 2017.
| Stagione               | Squadra                | Campionato             | Campionato | Campionato | Coppe nazionali | Coppe nazionali | Coppe nazionali | Coppe continentali | Coppe continentali | Coppe continentali | Altre coppe | Altre coppe | Altre coppe | Totale | Totale |
| Stagione               | Squadra                | Comp                   | Pres       | Reti       | Comp            | Pres            | Reti            | Comp               | Pres               | Reti               | Comp        | Pres        | Reti        | Pres   | Reti   |
| ---------------------- | ---------------------- | ---------------------- | ---------- | ---------- | --------------- | --------------- | --------------- | ------------------ | ------------------ | ------------------ | ----------- | ----------- | ----------- | ------ | ------ |
| 1999                   | ASEC Mimosas           | A                      | 0          | 0          |                 |                 |                 |                    |                    |                    | CAFS        | 1           | 0           | 1      | 0      |
| 2000                   | ASEC Mimosas           | A                      | 0          | 0          |                 |                 |                 |                    |                    |                    |             |             |             | 0      | 0      |
| 2001                   | ASEC Mimosas           | A                      | 14         | 3          |                 |                 |                 |                    |                    |                    |             |             |             | 14     | 3      |
| Totale ASEC Mimosas    | Totale ASEC Mimosas    | Totale ASEC Mimosas    | 14         | 3          |                 |                 |                 |                    |                    |                    |             | 1           | 0           | 15     | 3      |
| 2001-2002              | Arsenal                | PL                     | 0          | 0          | FACup+CdL       | 0               | 0               | UCL                | -                  | -                  | -           | -           | -           | 0      | 0      |
| 2002-2003              | Arsenal                | PL                     | 27         | 2          | FACup+CdL       | 5+1             | 0               | UCL                | 7                  | 0                  | CS          | 1           | 0           | 41     | 2      |
| 2003-2004              | Arsenal                | PL                     | 37         | 1          | FACup+CdL       | 5+2             | 2+0             | UCL                | 10                 | 0                  | CS          | 1           | 0           | 55     | 3      |
| 2004-2005              | Arsenal                | PL                     | 35         | 0          | FACup+CdL       | 6+0             | 0               | UCL                | 8                  | 1                  | CS          | 1           | 0           | 50     | 1      |
| 2005-2006              | Arsenal                | PL                     | 33         | 0          | FACup+CdL       | 0               | 0               | UCL                | 12                 | 1                  | CS          | 1           | 0           | 46     | 1      |
| 2006-2007              | Arsenal                | PL                     | 35         | 3          | FACup+CdL       | 4+4             | 1+0             | UCL                | 10                 | 0                  | -           | -           | -           | 53     | 4      |
| 2007-2008              | Arsenal                | PL                     | 30         | 2          | FACup+CdL       | 2+0             | 0               | UCL                | 9                  | 0                  | -           | -           | -           | 41     | 2      |
| 2008-2009              | Arsenal                | PL                     | 29         | 1          | FACup+CdL       | 3+0             | 0               | UCL                | 9                  | 0                  | -           | -           | -           | 41     | 1      |
| Totale Arsenal         | Totale Arsenal         | Totale Arsenal         | 226        | 9          |                 | 32              | 3               |                    | 65                 | 2                  |             | 4           | 0           | 327    | 14     |
| 2009-2010              | Manchester City        | PL                     | 31         | 1          | FACup+CdL       | 1+3             | 0+1             | -                  | -                  | -                  | -           | -           | -           | 35     | 2      |
| 2010-2011              | Manchester City        | PL                     | 22         | 1          | FACup+CdL       | 2+0             | 0               | UEL                | 5                  | 0                  | -           | -           | -           | 29     | 1      |
| 2011-2012              | Manchester City        | PL                     | 14         | 0          | FACup+CdL       | 0+3             | 0               | UCL+UEL            | 1+2                | 0                  | CS          | 0           | 0           | 20     | 0      |
| 2012-2013              | Manchester City        | PL                     | 15         | 0          | FACup+CdL       | 2+1             | 0               | UCL                | 0                  | 0                  | CS          | 0           | 0           | 18     | 0      |
| Totale Manchester City | Totale Manchester City | Totale Manchester City | 82         | 2          |                 | 12              | 1               |                    | 8                  | 0                  |             | 0           | 0           | 102    | 3      |
| 2013-2014              | Liverpool              | PL                     | 20         | 0          | FACup+CdL       | 2+2             | 0               | -                  | -                  | -                  | -           | -           | -           | 24     | 0      |
| 2014-2015              | Liverpool              | PL                     | 12         | 0          | FACup+CdL       | 3+3             | 0               | UCL+UEL            | 2+1                | 0                  | -           | -           | -           | 21     | 0      |
| 2015-2016              | Liverpool              | PL                     | 14         | 1          | FACup+CdL       | 0+4             | 0               | UEL                | 8                  | 0                  | -           | -           | -           | 26     | 1      |
| Totale Liverpool       | Totale Liverpool       | Totale Liverpool       | 46         | 1          |                 | 14              | 0               |                    | 11                 | 0                  |             | -           | -           | 71     | 1      |
| 2016-2017              | Celtic                 | SP                     | 9          | 0          | SC+CdL          | 1+1             | 0               | UCL                | 9                  | 0                  | -           | -           | -           | 20     | 0      |
| Totale carriera        | Totale carriera        | Totale carriera        | 377        | 15         |                 | 60              | 4               |                    | 93                 | 2                  |             | 5           | 0           | 535    | 21     |

### Cronologia presenze e reti in nazionale
| Cronologia completa delle presenze e delle reti in nazionale ― Costa d'Avorio | Cronologia completa delle presenze e delle reti in nazionale ― Costa d'Avorio | Cronologia completa delle presenze e delle reti in nazionale ― Costa d'Avorio | Cronologia completa delle presenze e delle reti in nazionale ― Costa d'Avorio | Cronologia completa delle presenze e delle reti in nazionale ― Costa d'Avorio | Cronologia completa delle presenze e delle reti in nazionale ― Costa d'Avorio | Cronologia completa delle presenze e delle reti in nazionale ― Costa d'Avorio | Cronologia completa delle presenze e delle reti in nazionale ― Costa d'Avorio |
| Data                                                                          | Città                                                                         | In casa                                                                       | Risultato                                                                     | Ospiti                                                                        | Competizione                                                                  | Reti                                                                          | Note                                                                          |
| ----------------------------------------------------------------------------- | ----------------------------------------------------------------------------- | ----------------------------------------------------------------------------- | ----------------------------------------------------------------------------- | ----------------------------------------------------------------------------- | ----------------------------------------------------------------------------- | ----------------------------------------------------------------------------- | ----------------------------------------------------------------------------- |
| 2-7-2000                                                                      | Niamey                                                                        | Niger                                                                         | 0 – 1                                                                         | Costa d'Avorio                                                                | Qual. Coppa d'Africa 2002                                                     | -                                                                             |                                                                               |
| 20-1-2001                                                                     | Bouaké                                                                        | Costa d'Avorio                                                                | 2 – 0                                                                         | Sudan                                                                         | Qual. Coppa d'Africa 2002                                                     | -                                                                             |                                                                               |
| 28-1-2001                                                                     | Antananarivo                                                                  | Madagascar                                                                    | 1 – 3                                                                         | Costa d'Avorio                                                                | Qual. Mondiali 2002                                                           | -                                                                             |                                                                               |
| 10-3-2001                                                                     | Kinshasa                                                                      | RD del Congo                                                                  | 1 – 2                                                                         | Costa d'Avorio                                                                | Qual. Mondiali 2002                                                           | -                                                                             | 77’                                                                           |
| 25-3-2001                                                                     | Omdurman                                                                      | Sudan                                                                         | 0 – 0                                                                         | Costa d'Avorio                                                                | Qual. Coppa d'Africa 2002                                                     | -                                                                             |                                                                               |
| 22-4-2001                                                                     | Abidjan                                                                       | Costa d'Avorio                                                                | 2 – 0                                                                         | Rep. del Congo                                                                | Qual. Mondiali 2002                                                           | -                                                                             |                                                                               |
| 20-5-2001                                                                     | Tunisi                                                                        | Tunisia                                                                       | 1 – 1                                                                         | Costa d'Avorio                                                                | Qual. Mondiali 2002                                                           | -                                                                             |                                                                               |
| 3-6-2001                                                                      | Tripoli                                                                       | Libia                                                                         | 0 – 3                                                                         | Costa d'Avorio                                                                | Qual. Coppa d'Africa 2002                                                     | -                                                                             |                                                                               |
| 17-6-2001                                                                     | Abidjan                                                                       | Costa d'Avorio                                                                | 2 – 2                                                                         | Egitto                                                                        | Qual. Coppa d'Africa 2002                                                     | -                                                                             |                                                                               |
| 15-7-2001                                                                     | Pointe-Noire                                                                  | Rep. del Congo                                                                | 1 – 1                                                                         | Costa d'Avorio                                                                | Qual. Mondiali 2002                                                           | -                                                                             |                                                                               |
| 29-7-2001                                                                     | Abidjan                                                                       | Costa d'Avorio                                                                | 1 – 2                                                                         | RD del Congo                                                                  | Qual. Mondiali 2002                                                           | -                                                                             |                                                                               |
| 12-1-2002                                                                     | Bouaké                                                                        | Costa d'Avorio                                                                | 1 – 1                                                                         | Nigeria                                                                       | Amichevole                                                                    | -                                                                             |                                                                               |
| 21-1-2002                                                                     | Sikasso                                                                       | Costa d'Avorio                                                                | 0 – 0                                                                         | Togo                                                                          | Coppa d'Africa 2002 - 1º turno                                                | -                                                                             | 73’                                                                           |
| 25-1-2002                                                                     | Sikasso                                                                       | Camerun                                                                       | 1 – 0                                                                         | Costa d'Avorio                                                                | Coppa d'Africa 2002 - 1º turno                                                | -                                                                             |                                                                               |
| 29-1-2002                                                                     | Kayes                                                                         | RD del Congo                                                                  | 3 – 1                                                                         | Costa d'Avorio                                                                | Coppa d'Africa 2002 - 1º turno                                                | -                                                                             |                                                                               |
| 8-9-2002                                                                      | Abidjan                                                                       | Costa d'Avorio                                                                | 0 – 0                                                                         | Sudafrica                                                                     | Qual. Coppa d'Africa 2004                                                     | -                                                                             |                                                                               |
| 11-2-2003                                                                     | Châteauroux                                                                   | Camerun                                                                       | 0 – 3                                                                         | Costa d'Avorio                                                                | Amichevole                                                                    | -                                                                             |                                                                               |
| 30-3-2003                                                                     | Bujumbura                                                                     | Burundi                                                                       | 0 – 1                                                                         | Costa d'Avorio                                                                | Qual. Coppa d'Africa 2004                                                     | -                                                                             |                                                                               |
| 8-6-2003                                                                      | Abidjan                                                                       | Costa d'Avorio                                                                | 6 – 1                                                                         | Burundi                                                                       | Qual. Coppa d'Africa 2004                                                     | -                                                                             |                                                                               |
| 22-6-2003                                                                     | Polokwane                                                                     | Sudafrica                                                                     | 2 – 1                                                                         | Costa d'Avorio                                                                | Qual. Coppa d'Africa 2004                                                     | -                                                                             |                                                                               |
| 28-4-2004                                                                     | Aix-les-Bains                                                                 | Guinea                                                                        | 2 – 4                                                                         | Costa d'Avorio                                                                | Amichevole                                                                    | 1                                                                             |                                                                               |
| 6-6-2004                                                                      | Abidjan                                                                       | Costa d'Avorio                                                                | 2 – 0                                                                         | Libia                                                                         | Qual. Mondiali 2006                                                           | -                                                                             |                                                                               |
| 20-6-2004                                                                     | Alessandria d'Egitto                                                          | Egitto                                                                        | 1 – 2                                                                         | Costa d'Avorio                                                                | Qual. Mondiali 2006                                                           | -                                                                             |                                                                               |
| 4-7-2004                                                                      | Yaoundé                                                                       | Camerun                                                                       | 2 – 0                                                                         | Costa d'Avorio                                                                | Qual. Mondiali 2006                                                           | -                                                                             |                                                                               |
| 18-8-2004                                                                     | Avignone                                                                      | Costa d'Avorio                                                                | 2 – 1                                                                         | Senegal                                                                       | Amichevole                                                                    | -                                                                             |                                                                               |
| 5-9-2004                                                                      | Abidjan                                                                       | Costa d'Avorio                                                                | 5 – 0                                                                         | Sudan                                                                         | Qual. Mondiali 2006                                                           | -                                                                             | 46’                                                                           |
| 10-10-2004                                                                    | Cotonou                                                                       | Benin                                                                         | 0 – 1                                                                         | Costa d'Avorio                                                                | Qual. Mondiali 2006                                                           | -                                                                             |                                                                               |
| 8-2-2005                                                                      | Le Petit-Quevilly                                                             | Costa d'Avorio                                                                | 2 – 2                                                                         | RD del Congo                                                                  | Amichevole                                                                    | -                                                                             |                                                                               |
| 27-3-2005                                                                     | Abidjan                                                                       | Costa d'Avorio                                                                | 3 – 0                                                                         | Benin                                                                         | Qual. Mondiali 2006                                                           | -                                                                             |                                                                               |
| 3-6-2005                                                                      | Tripoli                                                                       | Libia                                                                         | 0 – 0                                                                         | Costa d'Avorio                                                                | Qual. Mondiali 2006                                                           | -                                                                             |                                                                               |
| 19-6-2005                                                                     | Abidjan                                                                       | Costa d'Avorio                                                                | 2 – 0                                                                         | Egitto                                                                        | Qual. Mondiali 2006                                                           | -                                                                             |                                                                               |
| 17-8-2005                                                                     | Montpellier                                                                   | Francia                                                                       | 3 – 0                                                                         | Costa d'Avorio                                                                | Amichevole                                                                    | -                                                                             |                                                                               |
| 4-9-2005                                                                      | Abidjan                                                                       | Costa d'Avorio                                                                | 2 – 3                                                                         | Camerun                                                                       | Qual. Mondiali 2006                                                           | -                                                                             |                                                                               |
| 8-10-2005                                                                     | Omdurman                                                                      | Sudan                                                                         | 1 – 3                                                                         | Costa d'Avorio                                                                | Qual. Mondiali 2006                                                           | -                                                                             |                                                                               |
| 12-11-2005                                                                    | Le Mans                                                                       | Romania                                                                       | 1 – 2                                                                         | Costa d'Avorio                                                                | Amichevole                                                                    | -                                                                             | 60’                                                                           |
| 16-11-2005                                                                    | Ginevra                                                                       | Italia                                                                        | 1 – 1                                                                         | Costa d'Avorio                                                                | Amichevole                                                                    | -                                                                             |                                                                               |
| 21-1-2006                                                                     | Cairo                                                                         | Marocco                                                                       | 0 – 1                                                                         | Costa d'Avorio                                                                | Coppa d'Africa 2006 - 1º turno                                                | -                                                                             |                                                                               |
| 24-1-2006                                                                     | Cairo                                                                         | Libia                                                                         | 1 – 2                                                                         | Costa d'Avorio                                                                | Coppa d'Africa 2006 - 1º turno                                                | -                                                                             |                                                                               |
| 4-2-2006                                                                      | Cairo                                                                         | Camerun                                                                       | 0 – 0 dts (11 – 12 dtr)                                                       | Costa d'Avorio                                                                | Coppa d'Africa 2006 - Quarti di finale                                        | -                                                                             | 36’                                                                           |
| 10-2-2006                                                                     | Cairo                                                                         | Egitto                                                                        | 0 – 0 dts (4 – 2 dtr)                                                         | Costa d'Avorio                                                                | Coppa d'Africa 2006 - Finale                                                  | -                                                                             |                                                                               |
| 30-5-2006                                                                     | Vittel                                                                        | Cile                                                                          | 1 – 1                                                                         | Costa d'Avorio                                                                | Amichevole                                                                    | -                                                                             |                                                                               |
| 4-6-2006                                                                      | Bondoufle                                                                     | Costa d'Avorio                                                                | 3 – 0                                                                         | Slovenia                                                                      | Amichevole                                                                    | -                                                                             | 65’                                                                           |
| 10-6-2006                                                                     | Amburgo                                                                       | Argentina                                                                     | 2 – 1                                                                         | Costa d'Avorio                                                                | Mondiali 2006 - 1º turno                                                      | -                                                                             |                                                                               |
| 16-6-2006                                                                     | Stoccarda                                                                     | Paesi Bassi                                                                   | 2 – 1                                                                         | Costa d'Avorio                                                                | Mondiali 2006 - 1º turno                                                      | -                                                                             |                                                                               |
| 16-8-2006                                                                     | Tours                                                                         | Costa d'Avorio                                                                | 0 – 1                                                                         | Senegal                                                                       | Amichevole                                                                    | -                                                                             | Cap. 65’                                                                      |
| 8-10-2006                                                                     | Abidjan                                                                       | Costa d'Avorio                                                                | 5 – 0                                                                         | Gabon                                                                         | Qual. Coppa d'Africa 2008                                                     | 1                                                                             |                                                                               |
| 15-11-2006                                                                    | Le Mans                                                                       | Costa d'Avorio                                                                | 1 – 0                                                                         | Svezia                                                                        | Amichevole                                                                    | -                                                                             | 46’                                                                           |
| 6-2-2007                                                                      | Le Petit-Quevilly                                                             | Costa d'Avorio                                                                | 1 – 0                                                                         | Guinea                                                                        | Amichevole                                                                    | -                                                                             | 62’                                                                           |
| 21-3-2007                                                                     | Belle Vue Maurel                                                              | Mauritius                                                                     | 0 – 3                                                                         | Costa d'Avorio                                                                | Amichevole                                                                    | -                                                                             |                                                                               |
| 25-3-2007                                                                     | Antsirabe                                                                     | Madagascar                                                                    | 0 – 3                                                                         | Costa d'Avorio                                                                | Qual. Coppa d'Africa 2008                                                     | -                                                                             | 74’ 87’                                                                       |
| 22-8-2007                                                                     | Parigi                                                                        | Costa d'Avorio                                                                | 0 – 0                                                                         | Egitto                                                                        | Amichevole                                                                    | -                                                                             | 46’                                                                           |
| 8-9-2007                                                                      | Libreville                                                                    | Gabon                                                                         | 0 – 0                                                                         | Costa d'Avorio                                                                | Qual. Coppa d'Africa 2008                                                     | -                                                                             |                                                                               |
| 17-10-2007                                                                    | Innsbruck                                                                     | Austria                                                                       | 3 – 2                                                                         | Costa d'Avorio                                                                | Amichevole                                                                    | -                                                                             | 46’                                                                           |
| 17-11-2007                                                                    | Melun                                                                         | Angola                                                                        | 2 – 1                                                                         | Costa d'Avorio                                                                | Amichevole                                                                    | -                                                                             |                                                                               |
| 21-11-2007                                                                    | Doha                                                                          | Qatar                                                                         | 1 – 6                                                                         | Costa d'Avorio                                                                | Amichevole                                                                    | -                                                                             | 46’                                                                           |
| 12-1-2008                                                                     | Kuwait City                                                                   | Kuwait                                                                        | 0 – 2                                                                         | Costa d'Avorio                                                                | Amichevole                                                                    | -                                                                             | 46’                                                                           |
| 21-1-2008                                                                     | Sekondi-Takoradi                                                              | Nigeria                                                                       | 0 – 1                                                                         | Costa d'Avorio                                                                | Coppa d'Africa 2008 - 1º turno                                                | -                                                                             |                                                                               |
| 25-1-2008                                                                     | Sekondi-Takoradi                                                              | Costa d'Avorio                                                                | 4 – 1                                                                         | Benin                                                                         | Coppa d'Africa 2008 - 1º turno                                                | -                                                                             | 45+4’                                                                         |
| 7-2-2008                                                                      | Kumasi                                                                        | Costa d'Avorio                                                                | 1 – 4                                                                         | Egitto                                                                        | Coppa d'Africa 2008 - Semifinale                                              | -                                                                             |                                                                               |
| 26-3-2008                                                                     | Bondoufle                                                                     | Costa d'Avorio                                                                | 0 – 2                                                                         | Tunisia                                                                       | Amichevole                                                                    | -                                                                             |                                                                               |
| 8-6-2008                                                                      | Antananarivo                                                                  | Madagascar                                                                    | 0 – 0                                                                         | Costa d'Avorio                                                                | Qual. Mondiali 2010                                                           | -                                                                             |                                                                               |
| 14-6-2008                                                                     | Gaborone                                                                      | Botswana                                                                      | 1 – 1                                                                         | Costa d'Avorio                                                                | Qual. Mondiali 2010                                                           | -                                                                             |                                                                               |
| 22-6-2008                                                                     | Abidjan                                                                       | Costa d'Avorio                                                                | 4 – 0                                                                         | Botswana                                                                      | Qual. Mondiali 2010                                                           | -                                                                             |                                                                               |
| 20-8-2008                                                                     | Chantilly                                                                     | Costa d'Avorio                                                                | 2 – 1                                                                         | Guinea                                                                        | Amichevole                                                                    | -                                                                             |                                                                               |
| 7-9-2008                                                                      | Maputo                                                                        | Mozambico                                                                     | 1 – 1                                                                         | Costa d'Avorio                                                                | Qual. Mondiali 2010                                                           | -                                                                             |                                                                               |
| 11-10-2008                                                                    | Abidjan                                                                       | Costa d'Avorio                                                                | 3 – 0                                                                         | Madagascar                                                                    | Qual. Mondiali 2010                                                           | -                                                                             | 71’                                                                           |
| 11-2-2009                                                                     | Smirne                                                                        | Turchia                                                                       | 1 – 1                                                                         | Costa d'Avorio                                                                | Amichevole                                                                    | -                                                                             |                                                                               |
| 29-3-2009                                                                     | Abidjan                                                                       | Costa d'Avorio                                                                | 5 – 0                                                                         | Malawi                                                                        | Qual. Mondiali 2010                                                           | -                                                                             |                                                                               |
| 7-6-2009                                                                      | Conakry                                                                       | Guinea                                                                        | 1 – 2                                                                         | Costa d'Avorio                                                                | Qual. Mondiali 2010                                                           | -                                                                             |                                                                               |
| 13-6-2009                                                                     | Abidjan                                                                       | Costa d'Avorio                                                                | 2 – 1                                                                         | Camerun                                                                       | Amichevole                                                                    | -                                                                             | 30’                                                                           |
| 20-6-2009                                                                     | Ouagadougou                                                                   | Burkina Faso                                                                  | 2 – 3                                                                         | Costa d'Avorio                                                                | Qual. Mondiali 2010                                                           | -                                                                             |                                                                               |
| 5-9-2009                                                                      | Abidjan                                                                       | Costa d'Avorio                                                                | 5 – 0                                                                         | Burkina Faso                                                                  | Qual. Mondiali 2010                                                           | -                                                                             |                                                                               |
| 18-11-2009                                                                    | Gelsenkirchen                                                                 | Germania                                                                      | 2 – 2                                                                         | Costa d'Avorio                                                                | Amichevole                                                                    | -                                                                             |                                                                               |
| 4-1-2010                                                                      | Dar es Salaam                                                                 | Tanzania                                                                      | 0 – 1                                                                         | Costa d'Avorio                                                                | Amichevole                                                                    | -                                                                             | 46’                                                                           |
| 7-1-2010                                                                      | Dar es Salaam                                                                 | Costa d'Avorio                                                                | 2 – 0                                                                         | Ruanda                                                                        | Amichevole                                                                    | -                                                                             |                                                                               |
| 11-1-2010                                                                     | Cabinda                                                                       | Costa d'Avorio                                                                | 0 – 0                                                                         | Burkina Faso                                                                  | Coppa d'Africa 2010 - 1º turno                                                | -                                                                             |                                                                               |
| 15-1-2010                                                                     | Cabinda                                                                       | Costa d'Avorio                                                                | 3 – 1                                                                         | Ghana                                                                         | Coppa d'Africa 2010 - 1º turno                                                | -                                                                             |                                                                               |
| 24-1-2010                                                                     | Cabinda                                                                       | Costa d'Avorio                                                                | 2 – 3                                                                         | Algeria                                                                       | Coppa d'Africa 2010 - Quarti di finale                                        | -                                                                             |                                                                               |
| 30-5-2010                                                                     | Thonon-les-Bains                                                              | Paraguay                                                                      | 2 – 2                                                                         | Costa d'Avorio                                                                | Amichevole                                                                    | -                                                                             | 46’                                                                           |
| 4-6-2010                                                                      | Sion                                                                          | Costa d'Avorio                                                                | 2 – 0                                                                         | Giappone                                                                      | Amichevole                                                                    | 1                                                                             |                                                                               |
| 15-6-2010                                                                     | Port Elizabeth                                                                | Costa d'Avorio                                                                | 0 – 0                                                                         | Portogallo                                                                    | Mondiali 2010 - 1º turno                                                      | -                                                                             | Cap.                                                                          |
| 20-6-2010                                                                     | Johannesburg                                                                  | Brasile                                                                       | 3 – 1                                                                         | Costa d'Avorio                                                                | Mondiali 2010 - 1º turno                                                      | -                                                                             |                                                                               |
| 25-6-2010                                                                     | Nelspruit                                                                     | Corea del Nord                                                                | 0 – 3                                                                         | Costa d'Avorio                                                                | Mondiali 2010 - 1º turno                                                      | -                                                                             |                                                                               |
| 10-8-2010                                                                     | Londra                                                                        | Costa d'Avorio                                                                | 1 – 0                                                                         | Italia                                                                        | Amichevole                                                                    | 1                                                                             |                                                                               |
| 4-9-2010                                                                      | Abidjan                                                                       | Costa d'Avorio                                                                | 3 – 0                                                                         | Ruanda                                                                        | Qual. Coppa d'Africa 2012                                                     | -                                                                             |                                                                               |
| 9-10-2010                                                                     | Bujumbura                                                                     | Burundi                                                                       | 0 – 1                                                                         | Costa d'Avorio                                                                | Qual. Coppa d'Africa 2012                                                     | -                                                                             |                                                                               |
| 8-2-2011                                                                      | Valencia                                                                      | Costa d'Avorio                                                                | 1 – 0                                                                         | Mali                                                                          | Amichevole                                                                    | -                                                                             |                                                                               |
| 9-10-2011                                                                     | Abidjan                                                                       | Costa d'Avorio                                                                | 2 – 1                                                                         | Burundi                                                                       | Qual. Coppa d'Africa 2012                                                     | 1                                                                             | 75’                                                                           |
| 12-11-2011                                                                    | Port Elizabeth                                                                | Sudafrica                                                                     | 1 – 1                                                                         | Costa d'Avorio                                                                | Amichevole                                                                    | -                                                                             |                                                                               |
| 13-1-2012                                                                     | Abu Dhabi                                                                     | Costa d'Avorio                                                                | 2 – 0                                                                         | Tunisia                                                                       | Amichevole                                                                    | -                                                                             |                                                                               |
| 16-1-2012                                                                     | Abu Dhabi                                                                     | Costa d'Avorio                                                                | 1 – 0                                                                         | Libia                                                                         | Amichevole                                                                    | -                                                                             |                                                                               |
| 22-1-2012                                                                     | Malabo                                                                        | Costa d'Avorio                                                                | 1 – 0                                                                         | Sudan                                                                         | Coppa d'Africa 2012 - 1º turno                                                | -                                                                             |                                                                               |
| 26-1-2012                                                                     | Malabo                                                                        | Costa d'Avorio                                                                | 2 – 0                                                                         | Burkina Faso                                                                  | Coppa d'Africa 2012 - 1º turno                                                | -                                                                             |                                                                               |
| 30-1-2012                                                                     | Malabo                                                                        | Costa d'Avorio                                                                | 2 – 0                                                                         | Angola                                                                        | Coppa d'Africa 2012 - 1º turno                                                | -                                                                             |                                                                               |
| 4-2-2012                                                                      | Malabo                                                                        | Costa d'Avorio                                                                | 3 – 0                                                                         | Guinea Equatoriale                                                            | Coppa d'Africa 2012 - Quarti di finale                                        | -                                                                             |                                                                               |
| 8-2-2012                                                                      | Libreville                                                                    | Costa d'Avorio                                                                | 1 – 0                                                                         | Mali                                                                          | Coppa d'Africa 2012 - Semifinale                                              | -                                                                             |                                                                               |
| 12-2-2012                                                                     | Libreville                                                                    | Zambia                                                                        | 0 – 0 dts (8 – 7 dtr)                                                         | Costa d'Avorio                                                                | Coppa d'Africa 2012 - Finale                                                  | -                                                                             |                                                                               |
| 2-6-2012                                                                      | Abidjan                                                                       | Costa d'Avorio                                                                | 2 – 0                                                                         | Tanzania                                                                      | Qual. Mondiali 2014                                                           | -                                                                             |                                                                               |
| 9-6-2012                                                                      | Marrakech                                                                     | Marocco                                                                       | 2 – 2                                                                         | Costa d'Avorio                                                                | Qual. Mondiali 2014                                                           | 1                                                                             |                                                                               |
| 15-8-2012                                                                     | Mosca                                                                         | Russia                                                                        | 1 – 1                                                                         | Costa d'Avorio                                                                | Amichevole                                                                    | -                                                                             |                                                                               |
| 8-9-2012                                                                      | Abidjan                                                                       | Costa d'Avorio                                                                | 4 – 2                                                                         | Senegal                                                                       | Qual. Coppa d'Africa 2013                                                     | -                                                                             | 14’                                                                           |
| 13-10-2012                                                                    | Dakar                                                                         | Senegal                                                                       | 0 – 2                                                                         | Costa d'Avorio                                                                | Qual. Coppa d'Africa 2013                                                     | -                                                                             | 28’                                                                           |
| 14-11-2012                                                                    | Linz                                                                          | Austria                                                                       | 0 – 3                                                                         | Costa d'Avorio                                                                | Amichevole                                                                    | -                                                                             |                                                                               |
| 14-1-2013                                                                     | Abu Dhabi                                                                     | Costa d'Avorio                                                                | 4 – 2                                                                         | Egitto                                                                        | Amichevole                                                                    | -                                                                             |                                                                               |
| 22-1-2013                                                                     | Rustenburg                                                                    | Costa d'Avorio                                                                | 2 – 1                                                                         | Togo                                                                          | Coppa d'Africa 2013 - 1º turno                                                | -                                                                             |                                                                               |
| 30-1-2013                                                                     | Rustenburg                                                                    | Algeria                                                                       | 2 – 2                                                                         | Costa d'Avorio                                                                | Coppa d'Africa 2013 - 1º turno                                                | -                                                                             |                                                                               |
| 23-3-2013                                                                     | Abidjan                                                                       | Costa d'Avorio                                                                | 3 – 0                                                                         | Gambia                                                                        | Qual. Mondiali 2014                                                           | -                                                                             | 79’                                                                           |
| 16-11-2013                                                                    | Casablanca                                                                    | Senegal                                                                       | 1 – 1                                                                         | Costa d'Avorio                                                                | Qual. Mondiali 2014                                                           | -                                                                             |                                                                               |
| 5-3-2014                                                                      | Bruxelles                                                                     | Belgio                                                                        | 2 – 2                                                                         | Costa d'Avorio                                                                | Amichevole                                                                    | -                                                                             | Cap.                                                                          |
| 4-6-2014                                                                      | Frisco                                                                        | El Salvador                                                                   | 1 – 2                                                                         | Costa d'Avorio                                                                | Amichevole                                                                    | -                                                                             |                                                                               |
| 24-6-2014                                                                     | Fortaleza                                                                     | Grecia                                                                        | 2 – 1                                                                         | Costa d'Avorio                                                                | Mondiali 2014 - 1º turno                                                      | -                                                                             |                                                                               |
| 14-11-2014                                                                    | Freetown                                                                      | Sierra Leone                                                                  | 1 – 5                                                                         | Costa d'Avorio                                                                | Qual. Coppa d'Africa 2015                                                     | 1                                                                             |                                                                               |
| 19-11-2014                                                                    | Abidjan                                                                       | Costa d'Avorio                                                                | 0 – 0                                                                         | Camerun                                                                       | Qual. Coppa d'Africa 2015                                                     | -                                                                             |                                                                               |
| 15-1-2015                                                                     | Abu Dhabi                                                                     | Costa d'Avorio                                                                | 0 – 2                                                                         | Svezia                                                                        | Amichevole                                                                    | -                                                                             | 42’                                                                           |
| 20-1-2015                                                                     | Malabo                                                                        | Costa d'Avorio                                                                | 1 – 1                                                                         | Guinea                                                                        | Coppa d'Africa 2015 - 1º turno                                                | -                                                                             |                                                                               |
| 24-1-2015                                                                     | Malabo                                                                        | Costa d'Avorio                                                                | 1 – 1                                                                         | Mali                                                                          | Coppa d'Africa 2015 - 1º turno                                                | -                                                                             |                                                                               |
| 28-1-2015                                                                     | Malabo                                                                        | Costa d'Avorio                                                                | 1 – 0                                                                         | Camerun                                                                       | Coppa d'Africa 2015 - 1º turno                                                | -                                                                             |                                                                               |
| 1-2-2015                                                                      | Malabo                                                                        | Costa d'Avorio                                                                | 3 – 1                                                                         | Algeria                                                                       | Coppa d'Africa 2015 - Quarti di finale                                        | -                                                                             |                                                                               |
| 4-2-2015                                                                      | Bata                                                                          | Costa d'Avorio                                                                | 3 – 1                                                                         | RD del Congo                                                                  | Coppa d'Africa 2015 - Semifinale                                              | -                                                                             |                                                                               |
| 8-2-2015                                                                      | Bata                                                                          | Costa d'Avorio                                                                | 0 – 0 dts (9 – 8 dtr)                                                         | Ghana                                                                         | Coppa d'Africa 2015 - Finale                                                  | -                                                                             | [ 7 ]                                                                         |
| Totale                                                                        |                                                                               | Presenze (2º posto)                                                           | 120                                                                           |                                                                               | Reti                                                                          | 7                                                                             |                                                                               |

### Statistiche da allenatore
Statistiche aggiornate al 18 marzo 2023. In grassetto le competizioni vinte.
| Stagione            | Squadra         | Campionato      | Campionato | Campionato | Campionato | Campionato | Coppe nazionali | Coppe nazionali | Coppe nazionali | Coppe nazionali | Coppe nazionali | Coppe continentali | Coppe continentali | Coppe continentali | Coppe continentali | Coppe continentali | Altre coppe | Altre coppe | Altre coppe | Altre coppe | Altre coppe | Totale | Totale | Totale | Totale | % Vittorie | Piazzamento |
| Stagione            | Squadra         | Comp            | G          | V          | N          | P          | Comp            | G               | V               | N               | P               | Comp               | G                  | V                  | N                  | P                  | Comp        | G           | V           | N           | P           | G      | V      | N      | P      | %          | Piazzamento |
| ------------------- | --------------- | --------------- | ---------- | ---------- | ---------- | ---------- | --------------- | --------------- | --------------- | --------------- | --------------- | ------------------ | ------------------ | ------------------ | ------------------ | ------------------ | ----------- | ----------- | ----------- | ----------- | ----------- | ------ | ------ | ------ | ------ | ---------- | ----------- |
| dic. 2022-gen. 2023 | Wigan           | FLC             | 7          | 0          | 2          | 5          | FACup+CdL       | 2+0             | 0+0             | 1+0             | 1+0             | -                  | -                  | -                  | -                  | -                  | -           | -           | -           | -           | -           | 9      | 0      | 3      | 6      | &0,00      | Sub, Eson   |
| Totale carriera     | Totale carriera | Totale carriera | 7          | 0          | 2          | 5          |                 | 2               | 0               | 1               | 1               |                    | -                  | -                  | -                  | -                  |             | -           | -           | -           | -           | 9      | 0      | 3      | 6      | 0,00       |             |

## Palmarès

### Giocatore

#### Club

##### Competizioni nazionali
- Campionato inglese: 2

Arsenal: 2003-2004
Manchester City: 2011-2012
- Coppa d'Inghilterra: 3

Arsenal: 2002-2003, 2004-2005
Manchester City: 2010-2011
- Community Shield: 3

Arsenal: 2002, 2004
Manchester City: 2012
- Campionato scozzese: 1

Celtic: 2016-2017
- Coppa di Lega scozzese: 1

Celtic: 2016-2017
- Coppa di Scozia: 1

Celtic: 2016-2017

##### Competizioni internazionali
- Supercoppa CAF

ASEC Abidjan: 1999

#### Nazionale
- Coppa d'Africa: 1

Guinea Equatoriale 2015